# Diversidad sexual en las Islas Cook
Las personas lesbianas, gays, bisexuales y transgénero (LGBT) en las Islas Cook enfrentan desafíos legales que no experimentan los residentes no LGBT, pero estos desafíos han disminuido gradualmente en los últimos años. La homosexualidad es ilegal para los hombres en las Islas Cook, pero la ley no se aplica y cambiará en junio de 2023 después de que el Parlamento de las Islas Cook votara para revocarla. Los actos homosexuales femeninos son legales. El matrimonio entre personas del mismo sexo está prohibido. Sin embargo, las personas LGBT disfrutan de algunas protecciones legales limitadas, ya que la discriminación laboral por orientación sexual está prohibida desde 2013.
Las relaciones homosexuales y las personas transgénero han sido parte de la cultura de las islas Cook durante siglos. Históricamente, las personas transgénero (hoy en día llamadas akava'ine; literalmente, "comportarse como una mujer") fueron vistas como una parte importante de la familia y la tribu local. La llegada de misioneros cristianos extranjeros cambió rápidamente la aceptación social y, a partir de entonces, se promulgaron las primeras leyes contra los homosexuales en las Islas Cook. El único grupo de defensa LGBT en las Islas Cook es la Asociación Te Tiare. El grupo se lanzó oficialmente en junio de 2008 y fomenta los debates sobre el tema y ha organizado eventos con el objetivo de crear conciencia sobre la vida de las personas LGBT.

## Historia
Las Islas Cook, al igual que el resto de Polinesia, solían ser tolerantes con las relaciones entre personas del mismo sexo y las personas transgénero antes de la llegada del cristianismo.
El término coloquial para los hombres que actúan como mujeres es laelae. Culturalmente, los laelae son diferentes de las personas homosexuales o transgénero. El término se refiere a una amplia gama de personas, como ocurre en toda Polinesia, algunas de las cuales pueden identificarse como mujeres pero son biológicamente hombres, tanto hombres como mujeres, o ninguno de los dos. Las laelae se dedican al trabajo de las mujeres, como cocinar, limpiar y coser, tienden a socializar con mujeres y a usar ropa femenina, pero tienen pocas ganas de tener relaciones sexuales con otras laelae. Por lo general, tienen relaciones sexuales con hombres heterosexuales, que no se consideran a sí mismos, ni los demás los consideran, como "homosexuales". Hoy en día, existe una relativa tolerancia y aceptación de las laelae en términos de su comportamiento público (tanto hombres como mujeres miran con fascinación sus actuaciones de travestismo y baile), pero se evita casi por completo la sexualidad de las laelae como tema de discusión. La Dra. Kalissa Alexeyeff, de la Universidad de Melbourne, afirma que la introducción de la comprensión occidental de la sexualidad y el género ha hecho que la sexualidad laelae sea un tabú. Las laelae que son sorprendidas teniendo relaciones homosexuales a menudo son golpeadas por miembros masculinos de la familia.

Al principio del trabajo de campo, comenté sobre el comportamiento camp de un destacado artista de las Islas Cook, que vestía camisas con volantes, de colores llamativos y brillantes, y cuyos actos extravagantes se parecían a los de Elton John o Peter Allen. Mi compañera respondió con cierta hostilidad: '¡No! Él tiene un hijo. Él no es homosexual. Es un laelae.' Este comentario se hizo a pesar del hecho de que la mujer trabajaba con la pareja actual del hombre y parecía, al menos para mí, descaradamente obvio que los dos estaban involucrados sexualmente. Cuando le pregunté cuál era la diferencia, dijo que las laelae 'simplemente aman a las chicas' mientras que 'los gays se acuestan con hombres'.

Desde la década de 2000, la palabra maorí akava'ine se refiere a las personas transgénero de las Islas Cook.

## Leyes relativas a la actividad sexual entre personas del mismo sexo
La homosexualidad será despenalizada por una ley del Parlamento el 1 de junio de 2023. Antes de eso, la actividad homosexual masculina era ilegal en las Islas Cook en virtud de la Ley de Delitos de 1969. La sodomía masculina consentida se castigaba con hasta siete años de prisión, mientras que la indecencia entre hombres se castigaba con hasta cinco años de prisión. La ley fue heredada del antiguo Imperio Británico. Sin embargo, los procesamientos por dicha ley han sido raros.
Las secciones de la Ley de Delitos de 1969 que antes criminalizaban la homosexualidad eran las siguientes:

Artículo 154. Indecencia entre varones.

(1) Será pasible de pena privativa de libertad por un período no superior a cinco años quien, siendo varón,
(a) Agredir indecentemente a cualquier otro hombre; o
(b) Realiza cualquier acto indecente con o sobre cualquier otro hombre; o
(c) Induce o permite que cualquier otro hombre realice cualquier acto indecente con o sobre él.
(2) Ningún niño menor de quince años será acusado de cometer o ser parte de un delito contra el párrafo (b) o el párrafo (c) de la subsección (1) de esta sección, a menos que el otro hombre fuera menor de edad. de veintiún años.
(3) No es defensa a un cargo bajo esta sección que la otra parte consintió.
Artículo 155. Sodomía
(1) Todo el que comete sodomía es responsable
(a) Cuando el acto de sodomía se cometa en una mujer, a una pena de prisión por un término que no exceda los catorce años;
(b) Cuando el acto de sodomía se cometa en un varón, y en el momento del acto ese varón es menor de quince años y el delincuente es mayor de veintiún años, a una pena de prisión de no más de superior a catorce años;
c) En cualquier otro caso, a la pena de prisión no superior a siete años.
(2) Este delito se completa con la penetración.
(3) Cuando se cometa sodomía en una persona menor de quince años, no se le acusará de ser parte de ese delito, pero puede ser acusada de ser parte de un delito contra la sección 154 de esta Ley en dicho caso. a los que se aplica dicho apartado.
(4) No es defensa a un cargo bajo esta sección que la otra parte haya dado su consentimiento.
Artículo 159. Mantenimiento de lugar de albergue para actos homosexuales

Será pasible de pena privativa de libertad hasta diez años quien:
(a) Mantiene o administra, o actúa o ayuda en la administración de locales utilizados como lugar de reunión para la comisión de actos indecentes entre hombres; o
(b) Siendo el inquilino, arrendatario u ocupante de cualquier promesa, a sabiendas permite que el local o cualquier parte del mismo sea utilizado como un lugar de recurso para la comisión de actos indecentes entre hombres; o
(c) Siendo el arrendador o arrendador de cualquier local, o el agente del arrendador o arrendador, arrienda el local o cualquier parte del mismo a sabiendas de que el local se utilizará como lugar de recurso para la comisión de actos indecentes entre hombres, o que parte de la cúpula se va a utilizar de esa manera, o es voluntariamente parte del uso continuado de las instalaciones o cualquier parte de las mismas como un lugar de recurso para la comisión de los actos antes mencionados.

Las secciones 152 y 153 del Código Penal establecen la edad de consentimiento para las relaciones sexuales vaginales en 16 años. El sexo lésbico no se menciona en absoluto en las leyes locales, como ocurría en las leyes del antiguo Imperio Británico.

### Ley de Delitos de 2017
Anunciado en agosto de 2017, el proyecto de ley de delitos de 2017 despenalizaría la actividad sexual entre hombres del mismo sexo. Las presentaciones públicas al comité parlamentario que examina el proyecto de ley comenzaron el 9 de agosto. Debido a las elecciones generales de junio de 2018, se suspendieron las consultas públicas sobre el proyecto de ley. Sin embargo, tras la oposición de las iglesias, un comité restableció la prohibición el 5 de noviembre de 2019 e insertó una cláusula que amplía la prohibición a las mujeres. En respuesta, el Partido Demócrata pidió una revisión, afirmando que la reinserción de las cláusulas "viola la Declaración de Derechos Humanos de las Naciones Unidas... y la propia Constitución de la nación". El Consejo de la Industria Turística de las Islas Cook ha expresado su preocupación de que el proyecto de ley pueda afectar negativamente a la industria turística de las islas.
El proyecto de ley recibió el apoyo de Marie Pa Ariki, una influyente jefa tribal, quien calificó la ley contra los homosexuales de "injusta". Por el contrario, el Consejo Asesor Religioso ha expresado su preocupación por la "presión" extranjera para abandonar los "principios cristianos", lo que dio lugar a comentarios irónicos en su contra ya que el cristianismo en sí es una adición extranjera a la cultura de las Islas Cook.
El parlamento debía debatir el proyecto de ley en septiembre de 2020, sin embargo, los medios y las noticias revelaron que varios proyectos de ley de las Islas Cook habían sido "aplazados" hasta 2021 dentro de la etapa de comité, debido a la pandemia de COVID-19. En 2022, el debate se pospuso nuevamente para marzo de 2023.

### Proyecto de Ley de Enmienda de Crímenes (Delitos Sexuales) de 2023
El 14 de abril de 2023, el Parlamento aprobó el proyecto de ley de enmienda de delitos (delitos sexuales) de 2023 que, entre otras cosas, derogó los artículos 154, 155 y 159 de la Ley de Delitos de 1969.

## Reconocimiento de las relaciones entre personas del mismo sexo
El matrimonio igualitario fue prohibido por la Ley de Enmienda del Matrimonio de 2000. La ley fue aclarada en 2007 para establecer que "a ninguna persona se le permitirá casarse con otra persona que sea del mismo género que él o ella", y para definir legislativamente el género de transexuales. El 28 de abril de 2013, el primer ministro Henry Puna expresó su oposición personal a la legalización del matrimonio entre personas del mismo sexo. El Secretario del Tribunal Superior (Retita o te Akavaanga Teitei) tiene la facultad de anular y disolver los matrimonios que violen la ley.
Las uniones civiles tampoco están reconocidas (aunque en Nueva Zelanda se reconocen y se realizan tanto el matrimonio civil como las uniones civiles de parejas del mismo sexo).

## Protecciones contra la discriminación
La discriminación por motivos de "preferencia sexual" está prohibida en el empleo, de conformidad con el artículo 55(e) de la Ley de Relaciones Laborales de 2012, que entró en vigor el 1 de julio de 2013.
La sección 10(g) de la Ley de Discapacidad de las Islas Cook de 2008 prohíbe la discriminación contra las personas discapacitadas por su orientación sexual.

## Estadísticas
Los datos de 2016 del Programa de las Naciones Unidas para el Desarrollo estimaron que había entre 500 y 800 hombres que tienen sexo con hombres y personas transgénero en las Islas Cook, de los cuales el 40% informó sentirse avergonzado de su identidad y el 30% sentía baja autoestima. Todos informaron haber tenido relaciones sexuales y el 22% informó haber tenido parejas sexuales tanto masculinas como femeninas en los últimos 12 meses.
El medio Cook Islands News' informó a fines de 2019 que una encuesta de la Universidad del Pacífico Sur mostró que, de 674 estudiantes universitarios de las Islas Cook, el 9,1% se identificó como LGBT y el 22,7% "se negó o no estaba seguro" en qué categorías colocarse.

## Condiciones de vida
La Iglesia Cristiana de las Islas Cook es la religión más grande de las islas, con más de la mitad de la población afirmando estar afiliada a ella. La iglesia congregacionalista cree que la homosexualidad y el travestismo son signos de inmoralidad y esto afecta tanto las actitudes públicas como la política del gobierno. La comunidad LGBT de las Islas Cook siente la necesidad de ser discreto y los avisos de viaje también instan a los visitantes a ser discretos y no participar en demostraciones públicas de afecto. El sitio web de viajes cookislands.org.uk informa que la homosexualidad es generalmente aceptada y se adopta una actitud de laissez-faire con los turistas, aunque las muestras públicas de afecto pueden ofender.